# Sondre Ørjasæter
 (avril 2025).
Sondre Holmlund Ørjasæter, né le 28 novembre 2003 à Oslo, est un footballeur norvégien qui évolue au poste d'ailier gauche au FC Twente.

## Biographie

### Carrière en club
Ørjasæter grandit à Oslo où il apprend le football. En 2019, sa famille déménage à Stryn, ce qui le conduit en 2021 à commencer sa carrière senior au sein du club amateur du Stryn IL, où il se distingue par ses performances en attaque avec 10 buts en 10 matchs de cinquième division norvégienne. Son talent attire rapidement l'attention auprès des clubs du comté de Vestland, ce qui le conduit à rejoindre Sogndal, en deuxième division, en 2022.
Après deux saisons abouties en tant que titulaire, il est transféré au Sarpsborg 08 FF en janvier 2024, signant un contrat courant jusqu'en 2027. En Eliteserien, il devient un élément clé de l'attaque de Sarpsborg, reconnu pour sa vitesse, sa technique et sa capacité à déstabiliser les défenses adverses. Cela lui vaut d'être pisté par plusieurs clubs européens, comme le Celtic et le RB Salzbourg.

### En sélection
Sur la scène internationale, Ørjasæter est sélectionné dès 2023 en équipe de Norvège espoirs, où il compte sept apparitions.